# Gilia
Gilia es un género de alrededor de 25-50 especies de plantas con flores de la familia Polemoniaceae, nativos de regiones templadas y tropicales de América, desde el oeste de Estados Unidos hasta el sur de Chile, donde crecen principalmente en hábitat de desierto o zonas áridas. 
Son plantas herbáceas anuales (raramente perennes) que alcanzan 10-120 cm de altura. Las hojas son espirales, usualmente pinnadas (raramente simples), formando rosetas basales en la mayoría de las especies. Las flores son producidas en panículas, con cinco lóbulos en la corola, la cual puede ser azul, blanca, rosa o amarilla. 
Especies de Gilia son plantas alimenticias de las larvas de algunas especies de Lepidoptera, incluyendo Schinia aurantiaca y Schinia biundulata.

## Especies
| - Gilia achilleifolia California - Gilia aliquanta - Gilia angelensis Chaparral - Gilia austrooccidentalis - Gilia brecciarum Nevada - Gilia cana - Gilia capitata - Gilia clivorum - Gilia clokeyi - Gilia crassifolia - Gilia diegensis - Gilia flavocincta - Gilia gossypifera - Gilia inconspicua - Gilia interior - Gilia involucrata - Gilia lanuginosa - Gilia latiflora - Gilia leptantha - Gilia malior - Gilia mexicana El Paso | - Gilia millefoliata - Gilia minor - Gilia modocensis - Gilia nevinii - Gilia nudicaulis - Gilia ochroleuca - Gilia ophthalmoides - Gilia pusilla - Gilia ramosissima - Gilia salticola - Gilia scopulorum - Gilia sinuata - Gilia stellata - Gilia stewartii - Gilia tenuiflora - Gilia transmontana - Gilia tricolor - Gilia tweedyi - Gilia valdiviensis - Gilia yorkii - Gilia auri - Gilia ale - Gilia dany |